# Arroyo La Galera
El Arroyo La Galera es un curso de agua que corre de norte a sur en la frontera misma entre Chile y Argentina, entre la Región de Aysén y la provincia de Chubut respectivamente. Recibe afluentes desde ambos lados. Al unirse en la frontera misma con el río Huemules (Simpson), que también hace de límite fronterizo entre los mismos países, dan vida al río Simpson.: 535 

## Trayecto
Luis Risopatrón lo describe en su Diccionario jeográfico de Chile (1924):: 346 
Galera (Arroyo). De corto caudal, tiene sus nacimientos en las faldas S del cerro del mismo nombre, corre hacia el S, se pierde en un pedregal a unos 4 kilómetros antes de alcanzar al río Simpson i reaparece después fraccionado en diversos brazos de poca importancia; su curso constituye la línea de límites con la Arjentina en esa parte.
En esa región la línea fronteriza corre al poniente de la divisoria de las aguas, de modo que los ríos chilenos traen parte de las aguas de Argentina. Esta partición fue hecha en el Laudo limítrofe entre Argentina y Chile de 1902, y quedó estipulada en el fallo emitido por la corona Británica.